# お多福醸造
お多福醸造株式会社（おたふくじょうぞう）は、広島県三原市に本社を置く、酢などの調味料を製造・販売する日本の企業。オタフクソース、ユニオンソースなどとともに「お多福グループ」を構成している企業の一員で、グループの創業製品である食酢事業を執り行う会社である。

## 概要
お多福グループの源流は1922年（大正11年）に広島市にて酒・醤油の卸売業を始めたのが最初で、1938年（昭和13年）に食酢の醸造を始めた。1945年（昭和20年）8月6日の広島市への原爆投下により工場が焼失したが、翌年の1946年（昭和21年）に広島市内の酒造蔵を借り受けて食酢の生産を再開した。
現法人の「お多福醸造」は1999年（平成11年）10月にオタフクソース株式会社（旧法人）から食酢事業を分社化した会社で、2009年（平成21年）10月に旧オタフクソース株式会社は持株会社移転に伴い「お多福グループ株式会社」に商号変更、その時点で、お多福醸造はオタフクソースの子会社ではなくなり「兄弟会社」の位置付けとなった。
工場は三原市内の高台に置かれ、中国山地から湧き出る良質の水と広島賀茂台地で採れた米を使用した食酢を製造している。

## 事業所
本社・工場
広島県三原市大和町大具1-1
東京支店
東京都江東区木場5-6-11 オタフク東京ビル

## 主な商品

### 食酢
- 穀物酢
- 純米酢
- りんご酢

### 調味酢
- すし酢
- らっきょう酢
- なますの酢
- 南蛮漬の酢
- 千枚漬の酢
- 味付ぽん酢